# Волун (заповедник)
Волун (кит. 卧龙自然保护区) — национальный природный заповедник, находящийся в уезде Вэньчуань Нгава-Тибетско-Цянского автономного округа китайской провинции Сычуань, входит в состав комплекса охраняемых природных территорий «Резерваты большой панды». Создан в 1963 году, занимаемая площадь около 200 тысяч гектар.
С 1979 года заповедник входит во всемирную сеть биосферных резерватов.

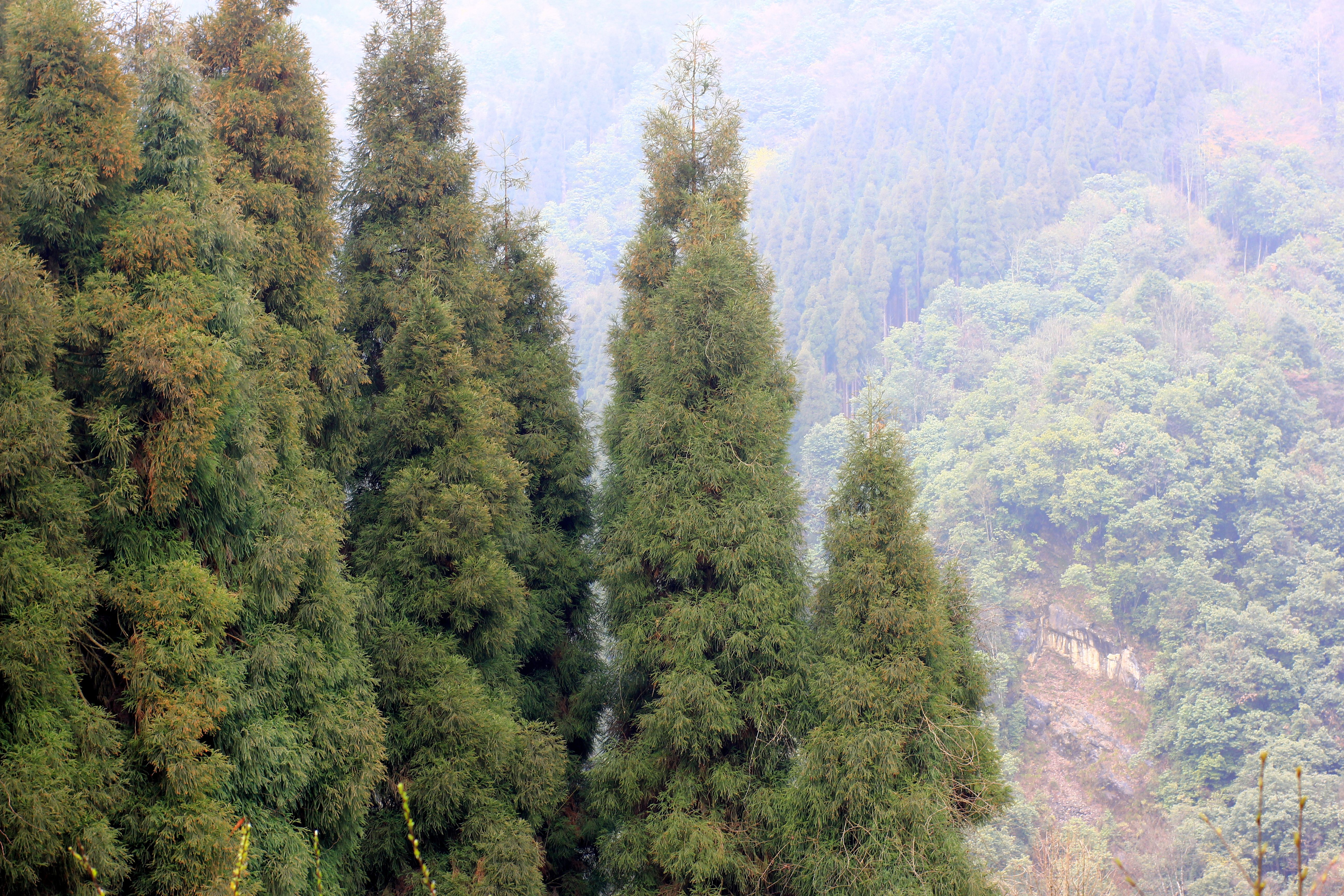
Заросли криптомерии японской разновидности Cryptomeria japonica var. sinensis в заповеднике Волун

В различных местообитаниях заповедника, таких как вечнозеленые леса, вечнозеленые листопадные широколиственные леса и смешанные хвойные и широколиственные леса, были зарегистрированы около 4000 видов растений. Среди них деревья Davidia involucrata (давидия покрывальная) и Larix mastersiana (лиственница Мастерса, вид хвойных). Травянистое растение из семейства орхидных Gastrodia elata является одним из многих видов флоры, связанных с традиционными китайскими ценностями и используемых в медицинских целях. Всего в Волуне обитает 96 видов млекопитающих, 300 видов птиц и 1700 видов насекомых, в то время как 30 видов фауны находятся под защитой закона, включая многих находящихся под угрозой исчезновения или уязвимых видов животных, таких как китайский монал (Lophophorus lhuysii) и большая панда (Ailuropoda melanoleuca). Наличие крупнейшей в мире популяции больших панд стало одной из главных причин для обозначения биосферного заповедника: более 100 больших панд населяют эту территорию, что составляет около 10 % популяции больших панд Китая. Защита этого вида и его среды обитания обеспечила выживание всех других видов в этой области.